# Wielki Inkwizytor (Gwiezdne wojny)
Wielki Inkwizytor – fikcyjna postać z uniwersum Gwiezdnych wojen. Przedstawiciel rasy Pa’uan będący niegdyś rycerzem Jedi przeszedł na ciemną stronę Mocy i służąc Lordowi Vaderowi, zajął się tropieniem rycerzy Jedi, którzy przeżyli czystki przeprowadzone w ramach Rozkazu 66. Wielki Inkwizytor był również najwyższym tytułem pośród wszystkich Inkwizytorów Imperium Galaktycznego.
Postać pierwszy raz pojawiła się w serialu animowanym Star Wars: Rebelianci (2014–2018) i była dubbingowana przez Jasona Isaacsa (w wersji angielskiej) i Andrzeja Mastalerza (w języku polskim). Następnie Rupert Friend odtworzył rolę Wielkiego Inkwizytora w serialu Star Wars: Obi-Wan Kenobi. W polskiej wersji serialu postać dubbingował również Andrzej Mastalerz.
W 2016 roku Dave Filoni stwierdził, że postać Wielkiego Inkwizytora pojawiła się już w serialu animowanym Gwiezdne wojny: Wojny klonów, gdzie był strażnikiem w Świątyni Jedi.

## Historia
Prawdziwe imię Wielkiego Inkwizytora w uniwersum nie jest znane . Nie wiadomo też, czy trafił do Zakonu Jedi ze swojej rodzinnej planety Utupau, czy w inny sposób. W uniwersum nie ma również szczegółów na temat jego historii jako padawana w zakonie. Pojawia się wzmianka, iż nie był akceptowany przez pozostałych rycerzy Jedi. Wynikało to prawdopodobnie z przeświadczenia Pa’uanina o tym, że Moc ma o wiele więcej do zaoferowania, niż uczą tego Jedi. Regularnie odmawiano mu dostępu do Archiwów Jedi, przez co podjął decyzję podjęciu służby jako strażnik, aby mieć dostęp do tajemnic . Pa’uanin przeżył czystki związane z Rozkazem 66, który zakładał likwidację wszystkich rycerzy zakonu . Prawdopodobnie wystąpił z zakonu jeszcze przed wydaniem rozkazu przez Palpatine’a . Następnie przystał do Imperium Galaktycznego i podlegając bezpośrednio Lordowi Vaderowi, stanął na czele Inkwizytorów, którzy poszukiwali Jedi, którzy przeżyli czystki i ukrywali się przed Imperium . Wyznaczenie Pa’uanina na stanowisko Wielkiego Inkwizytora przez Imperatora miało wynikać z łączącej ich pasji do poszerzania wiedzy o tajnikach Mocy. Wiadomo, że Inkwizytor był bliski zabicia Jocasty Nu, która w przeszłości blokowała jego dostęp do archiwów, podczas próby jej powrotu do Archiwum Jedi. Dopiero interwencja Darth Vadera sprawiła, że nie doszło do egzekucji .

### Gwiezdne wojny: Wojny klonów
W 2016 roku Dave Filoni ujawnił, że Wielki Inkwizytor pojawił się już w uniwersum Gwiezdnych Wojen, w serialu animowanym Gwiezdne wojny: Wojny klonów. Miał być wtedy strażnikiem w Świątyni Jedi, który prowadził Barrisę Offee na proces przed Palpatine’em, a także eskortował Ahsokę Tano po wydaleniu jej z Zakonu Jedi .

### Star Wars: Rebelianci
W odpowiedzi na raporty wywiadu Imperium o wrogiej działalności na planecie Lothal Wielki Inkwizytor podjął pościg za Kananem Jarrusem i jego uczniem Ezrą Bridgerem. Po kilku próbach zorganizowania zasadzki na obu, Inkwizytorowi udało się schwytać Jarrusa. Pa’uanin używał ciała mistrzyni Jedi Luminary Unduli jako pułapki na każdego ocalałego Jedi. Tak też się stało w tym przypadku . W trakcie drogi na Mustafar na pokładzie gwiezdnego niszczyciela Moffa Tarkina Inkwizytor poddał pojmanego torturom. Towarzysze Jarrusa zorganizowali misję ratunkową i wdarli się na pokład niszczyciela Moffa. W trakcie ucieczki Wielki Inkwizytor zmierzył się z Jarrusem w pojedynku, w którym ostatecznie Pa’uanin zginął.
Kiedy Jarrus przebywał w Świątyni Jedi na Lothal, ujrzał strażników świątyni. Jednym z nich okazał się Wielki Inkwizytor, który po pojedynku mianował Jarrusa na rycerza Jedi. W rozmowie z Jerrusem Inkwizytor wyjawił mu, że też był kiedyś rycerzem Zakonu Jedi. W momencie, kiedy na miejsce przybyli Siódma Siostra i Piąty Brat, Wielki Inkwizytor powstrzymał ich, pomagając w ucieczce Jarrusowi . Dave Filoni wytłumaczył tę scenę, twierdząc, że objawienie Wielkiego Inkwizytora jako strażnika była wyłącznie wizją Jarrusa, który nie mógł wybaczyć sobie zabójstwa Pa’uanina .
W serialu postać była dubbingowana przez Jasona Isaacsa . W polskiej wersji językowej Wielki Inkwizytor był dubbingowany przez Andrzeja Mastalerza.

### Star Wars: Obi-Wan Kenobi
W lutym 2022 roku ogłoszono, że postać Wielkiego Inkwizytora pojawi się w nowym serialu Obi-Wan Kenobi. Jej odtwórcą okazał się Rupert Friend . Aktor stwierdził, że specjalnie nie zapoznał się z postacią Inkwizytora przedstawioną w Rebeliantach, aby nie odtwarzać roli, ale chciał stworzyć postać oryginalną. Aktor zdradził, że codziennie jego charakteryzacja zajmowała ekipie filmowej cztery godziny .
Na początku serialu, wraz z Trzecią Siostrą – Revą i Piątym Bratem, Wielki Inkwizytor przybywa na planetę Tatooine, aby odszukać i pojmać zbiegłego Jedi . Podczas swojego pobytu na planecie Inkwizytorzy zmuszają rycerza do ujawnienia się i ostatecznie udaje mu się uciec . Podczas dalszych działań na planecie Daiyu Wielki Inkwizytor wszedł w spór z podległą mu Trzecią Siostrą, która na własną rękę zaaranżowała porwanie Lei Organy. Pa’uaninowi nie spodobała się niesubordynacja i lekkomyślność, jakimi charakteryzowała się podwładna w poszukiwaniach Kenobiego. Podczas pościgu Revy za Obi-Wanem Kenobim, inkwizytorka niespodziewanie przebiła mieczem świetlnym swojego przełożonego   . Okazało się jednak, że Wielki Inkwizytor przeżył starcie z Revą i potajemnie współpracował z Darth Vaderem w intrydze skierowanej przeciwko niej .

## Odbiór postaci
Kreacja postaci Wielkiego Inkwizytora w Obi-Wanie Kenobim spotkała się z krytyką widzów. Uznano, że jest ona mało wyrazista pod względem wyglądu oraz tonu głosu. Mimo że Inkwizytor reprezentuje rasę Pa’uan, to w produkcji zbyt przypomina człowieka. Rasa Pa’uan pojawiła się już w III części Gwiezdnych wojen – Zemście Sithów i charakteryzuje się podłużną głową, długimi kończynami, wysoką posturą i zapadłymi oczami. Postać Wielkiego Inkwizytora stworzona na potrzeby serialu animowanego Rebelianci odpowiadała koncepcji Pa’uan z III części Gwiezdnych wojen, a kreację głosu uznano za bardziej złowieszczą niż w Obi-Wanie Kenobim .
Krytyce poddano również fakt, iż Wielki Inkwizytor przeżył przebicie mieczem świetlnym. W uniwersum pojawiały się przypadki, kiedy reprezentanci ciemnej strony Mocy przeżywali postrzały lub rany śmiertelne, jednak Inkwizytorzy nie byli Sithami. Ich potencjał był ograniczany przez Imperatora i Lorda Vadera, aby nie zagrozili ich pozycji. Wobec tego ich zdolności użycia Mocy były mniejsze niż Sithów  .
Przedstawienie postaci w Obi-Wanie Kenobim uznano za problem kanoniczny w uniwersum Gwiezdnych wojen. Dla wielu odbiorców postać Inkwizytora w Obi-Wanie Kenobim będzie pierwszym spotkaniem z reprezentantem rasy Pa’uan. Kreacja może zaburzyć odbiór postaci i linii fabularnej stworzonej przez Zemstę Sithów i Rebeliantów . Humanoidalna sylwetka Wielkiego Inkwizytora została powielona w 25. numerze komiksu Star Wars serii Marvela .